# 佐々木健介
佐々木 健介（ささき けんすけ、1966年〈昭和41年〉8月4日 - ）は、日本のタレント、元男性プロレスラー、実業家。福岡県福岡市南区出身。血液型B型。

## 概要
IWGPヘビー級王座、三冠ヘビー級王座、GHCヘビー級王座と合わせて、史上初のメジャー3大シングル・タイトルを戴冠する快挙（メジャー完全制覇）を成し遂げた。
2014年2月13日、現役引退を発表し、28年のプロレス生活に終止符を打った。引退後は健介オフィスに所属し、主にタレント活動を行っている。妻は全日本女子プロレス出身の元プロレスラーで健介オフィス代表取締役の北斗晶（佐々木久子）。

## 来歴

### ジャパンプロレス - 新日本プロレス
福岡市立花畑中学校時代から柔道を始める。東福岡高等学校卒業後、長州力に憧れ1985年6月にジャパンプロレスに入門、1986年2月16日に笹崎伸司戦でデビュー。長州が新日本プロレスに出戻るとそれに付き従い、1987年6月に移籍。前座戦線で鈴木みのると幾度となく対戦。これが後のライバル関係の発端となった。
1989年8月、海外武者修行としてカナダのカルガリー地区に遠征。ベンケイ・ササキ（Benkei Sasaki）のリングネームでスモー・ハラこと全日本プロレスの北原光騎と日本人コンビを組み、8月18日にボブ・ブラウン&ケリー・ブラウンからインターナショナル・タッグ王座を奪取、9月29日にブラック・ハーツ（アポカリプス&デストラクション）に敗れるまで戴冠した。
1991年秋に、馳浩とのタッグチームで当時新日本プロレスが業務提携を結んでいたWCWへ長期遠征することになっていたが、出発直前の試合で足を骨折（全治6か月と診断）、そのまま長期欠場を余儀なくされ、結局遠征そのものが取りやめとなってしまうというアクシデントに見舞われた。1992年に復帰。11月からはフェイスペイントを施した別キャラクター、パワー・ウォリアー（Power Warrior）に変身。ホーク・ウォリアーとヘルレイザーズを結成してタッグ戦線で活躍する。同年はWCWへの単発遠征も行い、アーン・アンダーソン、ダイヤモンド・ダラス・ペイジ、リック・ルード、スティーブ・オースチンらと対戦。12月の遠征時には獣神サンダー・ライガーとのコンビでリッキー・スティムボート&シェーン・ダグラスのWCW世界タッグ王座にも再三挑戦した。
1994年11月23日に、茜ちよみの『ひたむきに ひたすらに･･･そして愛』のカップリング曲『縁は異なもの味なもの』で、茜ちよみとのデュエットでシングルCD・カセットをリリースしている。12月からは再び素顔の佐々木健介としての活動がメインとなり、1997年には第30代IWGPタッグ王座を奪取（パートナーは長州力）。また、8月にはG1 CLIMAX初優勝、第32代IWGPタッグ王座奪取（パートナーは山崎一夫）、さらに橋本真也を倒し第20代IWGPヘビー級王座に就き、史上初の新日本プロレスタイトル3冠制覇を達成した。2000年には1月4日の東京ドーム大会で2度目となるIWGPヘビー級王座を天龍源一郎から奪取、また同年のG1 CLIMAXにも2度目の優勝を果たしたが、これは1995年大会の武藤敬司以来2人目となる、IWGPヘビー級王者としてのG1制覇だった。同年10月には全日本プロレス代表として乗り込んできた川田利明と新日本プロレスの代表として対戦するも敗北し、IWGP王座を返上した。翌2001年1月4日の東京ドーム大会では前年に健介自身が返上し空位となっていたIWGPヘビー級王座の新王者決定トーナメントが開催され、決勝戦で川田と対戦して勝利し、前年10月の雪辱を果たすとともに3度目のIWGPヘビー級王座獲得を果たした。
コスチュームは1990年代初期よりスパッツタイプを使用。しかし1997年、長州力の引退発表直後のG1クライマックスから黒いショートタイツに黒いリングシューズのみのストロングスタイルに変身する。
2000年12月10日にはIWGPで小原道由に6秒という当時の最速記録で勝利を手にした。しかし、17年後の2017年10月7日放送の『オールスター感謝祭2017秋』でこのクイズを出すために番組が再計測した結果、5秒47であることが判明した。この問題の正解者は19人だが、佐々木は6秒と答え不正解。妻と先輩も不正解だった。

### 迷走期
長州政権下で本隊のエースとして君臨、闘魂三銃士と肩を並べる存在として絶頂にあった健介だったが、長州が実権を失いつつあった2000年後半頃より迷走を始める。
中でも2001年は健介にとっては悪夢とも言える年となった。3月スコット・ノートンに敗れてIWGPヘビー級王座を失った際、藤田和之へ「正直スマンかった」と発言。4月の大阪ドーム大会で藤田とタイトルを賭けてシングルが組まれる予定だったが、この発言に激怒した猪木の介入により対戦が取消になる。4月のドーム大会では代わりに橋本真也と対戦するも、健介は橋本の顔面への重爆キック一撃で失神KO。橋本戦敗北後は新日本隊のエースでありながら巡業を欠場して失踪する。後に総合格闘技の修行を行うため渡米していたと判明。現地のMMAの大会で勝利を上げる等の実績を重ねたとして、10月の東京ドーム大会で藤田和之との対戦が組まれたものの6分余りで完敗した。なお、この頃よりリングコスチュームを再びスパッツタイプに戻して現在に至っている。また、トレードマークであった長髪を剃り落として頭を丸め、以降は短髪を続けている。
2002年1月、小川直也とシングル戦で対戦するが両者セコンドの乱入等もあって無効試合に終わる。6月に鈴木健想、棚橋弘至、ブルー・ウルフと新ユニット「SWING-LOWS」を結成するも、当時の新日2大勢力であった本隊およびTEAM 2000の陰に埋没し、健介自身のWJプロレス移籍（後述）もあり暫くの後に雲散霧消した。

### WJプロレス
2002年11月、鈴木みのる戦を巡る交渉の過程で会社への不信感を理由に新日プロを退団（10月の東京ドーム大会寸前に退団を発表したため、「妨害行為」として藤波辰爾社長や永田裕志ら選手から激しい批判を浴びた）。移籍先は長州力を中心に設立されたプロレス団体WJプロレスであった。永島勝司らによる放漫な団体運営や観客動員数の低迷による給料未払い、有力選手の離脱など困難の中、2003年7月WMG（ワールド・マグマ・ザ・グレーテスト、WJのシングルベルト）初代王者決定戦トーナメントに優勝、9月には『X-1』へ参戦する等、エースとして優遇されるが、WJプロレスは崩壊、12月に退団した。
結婚式では仲人を務めて貰い、一時は二代目長州力を襲名する話が持ち上がるほど良好だった師弟関係は、この団体崩壊に伴い、WJへ出資した資金が戻らなくなり、疎遠となった。興行に必要な会場代や外国人選手を呼ぶギャラ等の経費として健介は500万円を出資しており、この当時の佐々木家は息子のミルクを薄めて飲ますような経済状態で、自分や子供の保険などを解約して工面した資金を出資していた。
一方、長州もこの当時、娘2人をイギリス留学させており、その際の生活費に月100万ほど掛かっていたとされ、WJ崩壊により金銭難に陥った。
2005年のWRESTLE-1 GRAND PRIX 2005トーナメント1回戦にて長州と対戦するも、現役選手としてピークを過ぎていた長州と全盛期の健介ではかつてのような熱戦にならず、序盤こそ長州の気合充分なロックアップが見られたが、結局健介が早々に繰り出したノーザンライトボムであっさり３カウントとなり終了。試合後に健介は「気持ちがわかりあえると思ったけど…」と現実を改めて痛感。北斗晶は「二度とやることはない」と絶縁宣言する。
しかしこの頃の健介は選手としては全盛期の入り口にあり、プロレスラーとしてのパフォーマンスも、観客に魅せる技術を向上させていた。折しもこの時期に次男が誕生している。
だが、自身がエースとなった後もWJは低迷し、造詣の深いプロレスファン以外に、リング上での変化は知られることも無かった。
その後の活躍への布石を見せながらも、プロレス界のどん底を這い回る状態であった。

### 健介オフィス設立 - 全日本プロレス、プロレスリング・ノア参戦
フリーランス宣言して2004年を迎えたが、しばらく仕事がほとんど無い状態が続いた。糊口を凌ぐためにインディーズ団体への1日2試合出場などもこなしたが、経済的には窮地へと追い込まれてゆく。
そんな折、全日本プロレス社長の武藤敬司から参戦オファーを受ける。
その後自宅の小さな書斎に「健介オフィス」を設立（大会のスケジュールや、対戦カードなどはそこの書斎で、北斗と話し合って決めたという）。新日本や全日本などのメジャーからDDTプロレスリング（健介そっくりのキャラクターで戦う健心（藤沢一生）とタッグを結成している）のようなインディーまで幅広い団体に出場する。妻の北斗晶をマネージャー兼プロデューサーの「鬼嫁」として、「息子」こと中嶋勝彦を交えた「健介ファミリー」ではカカア天下キャラを押し出すパフォーマンス手法を確立して、観客アピールの幅を大きく広げる。
2004年度にはプロレス大賞MVPを受賞。この年、藤田和之からIWGPヘビー級王座を奪取したことが決め手となった。しかしこの試合では、技（チョークスリーパー）をかけつつ自ら後方に倒れこんだ藤田に対して3カウントを取るという不可解なレフェリングに疑問の声が挙がり、健介自身もリング上にベルトとトロフィーを置いたまま引き上げることで抗議の意思を示している。この裁定に妻・北斗晶は激怒。子供を抱えたままリングサイドにいた新日本プロレスのフロント陣を蹴りつけ、そのままインタビュールームに乗り込み、涙を流しながら「これが新日本のやり方か!? フリーだからと舐めるな!!」と叫ぶ。健介もトロフィーを廊下に投げつけて破壊し、ファミリーは早々に会場から引き上げた。これらの言動を当時世話になっていた天龍源一郎から「子供に悪影響を与えたらどうするんだ」と諌められた。その後、天山広吉に敗れて王座から陥落。これ以降新日本に参戦することは無かった。
2005年7月18日、プロレスリング・ノア東京ドームで行われた対小橋建太戦では、常識を超えた逆水平の打ち合いを繰り広げ、この年のプロレス大賞ベストバウトに選ばれた。小橋との試合後、興奮が冷めないことと、小橋が試合後もトレーニングに励むと聞いたことから健介も控え室でチューブトレーニングなどを行った。翌日は試合はなく、ある雑誌の取材を受けていたが、小橋が「健介は今日も試合があると思ってトレーニングをしていた」という発言をしたと聞き、帰ってすぐトレーニングに励んだ。11月5日、NOAH日本武道館大会に参戦して、小橋とタッグ（小橋・潮崎豪組対健介・中嶋勝彦組）で対戦。翌年1月になっても胸の傷は治らなかった程の逆水平チョップの打ち合いを繰り広げた。
2005年12月14日に健介オフィスの株式会社化を発表、2006年2月11日にデビュー20周年の節目に初の自主興行を全日本プロレス、NOAHの協力の下後楽園ホールにて開催し、メインで小橋と組み中嶋勝彦と天龍源一郎とタッグマッチに出場した。7月16日、NOAH日本武道館大会で腎腫瘍摘出手術により欠場することになった小橋の代役として、左眼窩底骨折を隠してリングに上がり、この日に復帰戦を行った高山善廣とのタッグを結成した。これらの経緯もあって小橋と親交を深めることになり、NOAHに参戦するようになる。
2007年8月26日、三冠ヘビー級選手権試合で王者である鈴木みのると対戦。この試合のために新技「キングバスター」「ストラングルホールドZ」を開発した。42分の激闘の末にラリアットで下し、三度目の正直で、三冠王座初戴冠を果たした。その後、諏訪魔に敗れて王座陥落し主戦場をNOAHに移した。2008年9月6日、森嶋猛からGHCヘビー級王座を奪取し、プロレス史上初となる日本国内3大メジャー団体（新日本・全日本・NOAH）のヘビー級シングルタイトル奪取を達成した。

### ダイヤモンド・リング設立 - 引退
2012年2月11日、興行名を健介オフィス自主興行からダイヤモンド・リングに改称、所属もダイヤモンド・リングとなる。
2012年10月初めに行った精密検査の結果、2008年頃から症状が出ていた頚椎椎間板ヘルニアの悪化が認められ、治療のために長期欠場。10月26日にレーザー手術が行われ成功した。この首の負傷から練習がままならなくなり、後の引退に繋がったとする報道もある。
2014年2月11日、東京・後楽園ホールでの愛弟子・中嶋勝彦とのシングルマッチで敗れた後に「もう思い残すことはない」と発言した後、2月13日に記者会見を開いて正式に現役引退を表明した。健介は引退を決めた理由として「（中嶋）勝彦に負けたことが嬉しくなった。負けても悔しい気持ちにならなかった。その時に佐々木健介というレスラーは終わったのだと思った」と語り、中嶋勝彦との一戦を最後として引退試合、引退興行を行わずにこのままリングを去る意思も明らかにしている。なお、健介の突然の引退に関しては、かつてダイヤモンド・リングに所属していた西川潤による内部告発が直接の原因であると、プロレス・ファンの間では囁かれている。
2014年4月11日、引退記念パーティーが東京で開かれ、選手、関係者ら約400人が出席。小橋建太らプロレス関係者、政界からはアントニオ猪木や馳浩が駆けつけた。野田佳彦前首相からはメッセージが届けられた。角界からも浅香山親方（元大関・魁皇）、芸能界からも小林幸子や榊原郁恵、竹内力、南原清隆、はるな愛、はしのえみらが“健介引退"を彩った。

## 人柄・エピソード

### プロレス、プライベート
- 全日本では小川良成（現：ノア）[15]、新日本では飯塚高史が同年齢の同期にあたり、若手時代から互いに呼び捨てで接している。
- 新日本プロレスが全日本女子プロレスと合同で平壌興行を行った際、当時全日本女子プロレス所属であった北斗晶に一目惚れし、帰国後に結婚を申し込む。北斗もこれを快諾し、異例の早さでの結婚となった。フィニッシュムーヴの一つであったノーザンライトボムは、もともとは北斗が考案しフィニッシュムーヴとしていたもので、結婚前後から健介もこれをフィニッシュムーヴとして使用するようになった。一方、北斗は現役時代に健介のオリジナルホールドであるストラングルホールドγを使用している。
- 私生活では北斗晶との間に二子（長男・次男）を授かり、長男（健之介）は2022年4月に父の健介と同様に女子プロレスラーの門倉凛と結婚している[16][17]。

### 後輩に対する指導
- 中西学、永田裕志、小島聡、天山広吉、真壁刀義らに対するシゴキも有名であったが、ダイヤモンドリングに所属していた西川潤が自身のブログを通じて健介の理不尽なシゴキを告発した。告発後間もなく、西川のブログそのものが突然謎の閉鎖・削除された[18]。
- 自身も若手時代には厳しい指導を受けている。「体格も大きくないし、格闘技経験も無いから、徹底的に練習させろ」という長州らの指示によるものであった。
- 1995年1月に新日本プロレスの当時22歳の練習生がスパーリング中に脳挫傷で事故死した件について、メンズサイゾーでは健介が放った危険なスープレックスによるものとの記事を残している[19]。一方で週刊文春が行った取材では、当時の合同練習に参加した選手の話として「みんなでスパーリングをしている時に頭を打ったのであって、健介はコーチとしてその場に居たが、何度も投げたりはしていない」との証言があったという。取材に対して健介は、「当時、コーチ（馳浩と佐々木健介）をしており、練習を観ていたので、管理責任がある。練習生が亡くなったことは忘れられない辛い想い出だ。」と語っている[20]。

### バラエティ番組での活躍
バラエティ番組では笑顔を見せることが多くプロレスラーとしての活躍の一方、テレビ朝日系『シルシルミシルさんデー』やTBS系『どうぶつ奇想天外!』、テレビ東京系の旅行番組などのバラエティ番組にも夫妻や一家で時折出演している。
テレビ朝日のバラエティ番組『いきなり!黄金伝説。』の人気コーナー「夫婦2人1週間5千円節約バトル」に夫婦で出場し、王者（防衛1回）になった。
2012年に放送された『24時間テレビ』のチャリティーマラソンを史上初の家族全員（健介自身と妻の北斗・長男・次男）でリレー形式で挑戦し、自身は第1区間の61.6kmを完走した。

## 戦績
| 総合格闘技 戦績 | 総合格闘技 戦績 | 総合格闘技 戦績 | 総合格闘技 戦績 | 総合格闘技 戦績 | 総合格闘技 戦績 | 総合格闘技 戦績 |
| --------------- | --------------- | --------------- | --------------- | --------------- | --------------- | --------------- |
| 2 試合          | (T)KO           | 一本            | 判定            | その他          | 引き分け        | 無効試合        |
| 2 勝            | 0               | 2               | 0               | 0               | 0               | 0               |
| 0 敗            | 0               | 0               | 0               | 0               | 0               | 0               |

| 勝敗 | 対戦相手                   | 試合結果                     | 大会名                                       | 開催年月日    |
| ○    | クリスチャン・ウェリッシュ | 1R 2:35 フロントネックロック | X-1                                          | 2003年9月6日  |
| ○    | ダン・チェイス             | 1R 0:36 腕極め袈裟固め       | Gladiator Challenge 5: Rumble in the Rockies | 2001年8月19日 |

## タイトル歴
新日本プロレス
- 第20, 26, 27, 36, 39代IWGPヘビー級王座
- 第13, 15, 21, 23, 30, 32, 37代IWGPタッグ王座（w / 第13, 15代=馳浩、第21, 23代=ホーク・ウォリアー、第30代=長州力、第32代=山崎一夫、第37代=越中詩郎）…7度獲得。
  - 第21代時には『ヘルレイザーズ』として、4度の防衛と40連勝という大記録を樹立した。
- G1 CLIMAX…第7回、第10回優勝

全日本プロレス
- 第36代三冠ヘビー級王座
- 第80代アジアタッグ王座（w / 中嶋勝彦）
- チャンピオン・カーニバル…第25回優勝
- BAPE STA!! PRO-WRESTLING a・k・aトーナメント…優勝（マスクド・ボルケーノとして）
- 新春ヘビー級バトルロイヤル優勝...2007年大会優勝

プロレスリング・ノア
- 第13代GHCヘビー級王座
- 第18代GHCタッグ王座（w / 森嶋猛）

闘龍門MEXICO
- スズキカップ…2007年大会優勝（w / ウルティモ・ドラゴン&マルコ・コルレオーネ）

DDTプロレスリング
- 第5代KO-D6人タッグ王座（w / 男色ディーノ&大石真翔）

みちのくプロレス
- 第2代東北タッグ王座（w / 中嶋勝彦）

WJプロレス
- 初代WMG王座

WCW
- WCW USヘビー級王座

HCW
- HCWヘビー級王座
- HCWタッグ王座

スタンピード・レスリング
- インターナショナル・タッグ王座（w / スモー・ハラ）[3]

WWC
- WWCカリビアンタッグ王座（w / ミスター・ポーゴ）

プロレス大賞
- 2000年 年間最高試合賞（ベストバウト）: 佐々木健介x川田利明（10月9日/新日本プロレス：東京ドーム：旗揚げ28年目で初めて迎えた、新日本と全日本の頂上対決）
- 2004年 最優秀選手賞（MVP）
- 2005年 年間最高試合賞（ベストバウト）: 佐々木健介x小橋建太 （7月18日/NOAH·東京ドーム：健介NOAH初参戦、剛腕同士のシングル初対決）
- 2008年 殊勲賞
- 2014年 特別功労賞

## 得意技

### フィニッシュ・ホールド
ノーザンライトボム
相手を脳天からマットに突き刺す、健介が使用するものの中でも特に破壊力、危険度の高い大技。フィニッシュムーブとしての説得力は絶大で、大一番で使用されることも多い。元々は妻・北斗の技であり、北斗から伝授された。北斗および他の選手が使う際はボディスラムの体勢から入るが、健介の場合は垂直落下式ブレーンバスターの体勢から入る。最初は北斗と同様の入り方をしていたが、「体にパワースラムのくせがついている（ので区別がつきにくくなる。）し、こっちの方が体重を乗せ易い」との理由で現在のスタイルに変更（従来の入り方のものもたまに使う。）した。危険度がさらに高い雪崩式も稀に使用していた。
技のアレンジは北斗にも知らせておらず、初披露した際にテレビ中継のゲスト解説をしていた健介の妻の北斗は、「これがノーザンライトボムですか?」と質問された際に「違う」と言っている（マスコミや北斗に対しノーザンライトボムのアレンジであることを話したのは試合後である。）。
当時一発のインパクトに欠けていることを自覚して思い悩んでいたときに、誕生日プレゼントと称して伝授したと妻の北斗は語っている。
キングバスター
対鈴木戦（三冠ヘビー級選手権）用に開発された技。ハーフネルソンで捕獲し、自らの左腕で相手の左手首を背部でクラッチ、そのままの姿勢で後ろに投げる。投げっ放しで脳天をマットに突き刺す技。三冠戦では決まらなかったが、その後近藤修司を相手に初公開。
鈴木は「キングバスター? （尾崎魔弓の）テキーラ・サンライズじゃねぇか!実際にはムシキング・テリーのミストクラッシュと同型だ。後ろに投げているんだから（サイドバスター気味ではなくて）、スープレックスだろ?」というコメントをした。
ストラングルホールド
健介の代名詞的なオリジナル技で、海外武者修行中にハート道場で習得。現役晩年はほとんどγしか使用しなかった。ノーザンライトボムとは逆に、こちらは健介から北斗に伝えられている。
- α - 片腕を押さえつけつつ、相手の頭を上下で両足で挟み込んで絞め上げる技。
- β - αを相手がうつ伏せの状態で繰り出す。
- γ - 自分の両足を使った羽根折り固め。
- Ζ - 相手の体勢を逆さにしたγ。自分の足で相手の口を塞ぎ、スリーパーの効果も増やしている。

パワースラム
ロープに振って返ってきた相手の体を抱え上げ、勢いそのままに叩きつける技。馳健〜パワーウォリアー時代に多用した技であり、若手の頃のフィニッシュムーブ。
現在は中盤での繋ぎ技、状況を変えるカウンター技としても使用している。稀に雪崩式で繰り出す事もあった。
不完全型・ボルケーノ・イラプション
相手の背後から相手の左腕をハーフネルソンでロック状態で左手で首元を押さえ、右腕で股下から抱え上げ、抱えた相手をサイドに流すような形で相手の顔面から仰向けの体勢でマット叩きつける、ノーザンライト・ボムを相手の背後から仕掛けるようにアレンジして開発された技。2004年1月にハワイHCWヘビー級王座を奪取した際に初披露された。日本での初披露は同年3月12日、天山広吉の持つIWGPに挑戦した時に使われた（不完全）。同年7月6日の棚橋弘至戦でしか使わないまま、9月に封印となった。
ボルケーノ・イラプション
左腕はハーフネルソンの状態で右腕は股下から相手を担ぎ上げ、そのままハイアングル式トルネードボムのような形で後頭部からマットに叩きつける荒技。
技名の由来は、技を開発する際にキラウエア火山をヒントにしたという所から。直訳すると「火山噴火」。浅間山が噴火した2004年9月に当面の間封印すると発表した。その後、この技はほとんど使われなくなっている。
STK
健介式STOで、「スペース・トルネード・ケンスケ」の略。小川直也のそれとは違い、掌を相手の顎にあてがっての大外刈。海外総合格闘技修行からの帰国後によく使用していた。
逆エビ固め
第26代IWGPヘビー級王者時代、原点回帰としてフィニッシュに多用していた。2000年G1クライマックス決勝の中西学戦ではこの技でギブアップを奪い、優勝している。
ラリアット
健介のラリアットは、太い腕を横一直線に相手の胸元および喉元へ叩きつけるため、体重の軽い選手はその場で一回転しまう程の威力を誇る。雄叫びを上げながら勢い良くロープに飛び、加速をつけて繰り出す。
かまいたち
相手がラリアットなど、走り込みながら技を仕掛けてきた際に相手の腕方向目掛けて放つ袈裟切り式のラリアット。対ラリアット迎撃法としての使用機会が多く、従来のラリアットを得意とする選手同士によるラリアットのクロスカウンターから一歩進化した「ラリアットの打ち合い」としてもよく使用している。
トランプ
2006年4月、チャンピオン・カーニバル連覇のために開発した技。
アメフト式で相手に向かって走ってぶつかりながらのかち上げ式エルボースマッシュ。名前の由来はこの技が「切り札」だから。初公開の相手は吉江豊で、吉江の巨体を吹き飛ばすほどの威力だったが、"brother"YASSHI戦、GHCタイトルを奪取した森嶋戦とわずか3度しか使用していない。

### 打撃技
逆水平チョップ
健介のパワーファイトの基本となる技。相手の胸板を赤く腫れ上がらせ、炸裂音で観客をどよめかせることもしばしばあった。若手時代から健介と因縁が深い鈴木からは、小橋とともに「俺が今まで受けたチョップの中で“痛いチョップランキング”ベスト3のうちの2人」と最大級の賛辞を受けている。
各種キック
ローキック、ミドルキック
2001年に総合格闘技の修行で渡米していた時に、磨きをかけたもの。かつては全日本の川田とキック力を測り比べるほどの自信を持っていた。健介の場合はレガースではなく、小さく尖ったリングシューズで蹴るため、これを食らった相手はまるで皮膚が引き裂かれるほどの強烈な痛みを感じる。
ドロップキック
前座時代の健介の得意技の一つで、弾丸のように相手の体に突き刺さる。

### 投げ技
逆一本背負い
通常の一本背負いとは逆の腕を捕り、豪快に投げつける技。受身を取るのが難しく、ひとつ間違えば肩の脱臼や脳天からの落下を招く。ロープに振るとみせかけてフェイントで繰り出したり、キチンシンクからの連携で繰り出すことがある。新日時代にヘラクレス・ヘルナンデス（ジュラシック・パワーズにおけるスコット・ノートンのパートナー）をそれまで劣勢だったにもかかわらず、健介はこの技一発によってピンフォールを奪ったことがある。
トルネードボム
相手の片足を取り、頭上へ担ぎ上げてのからの豪快なパワーボム。後藤達俊を失神させたこともあって、一時期封印していた。
高速パイルドライバー
持ち上げてからマットに脳天を落とすまでの動作が速いパイルドライバー。

### 組み技
フェイスクラッシャー
対角線のロープに振る→健介が走りこむ→相手がロープにぶつかる→反動で前に出てきたときに頭をつかんで自身の片膝を折り曲げながら繰り出す。大体の試合で必ず1回は出す技。馳浩とのタッグ時はダブルフェイスクラッシャー（左右から挟んでのフェイスクラッシャー）になる。リングマットに叩き付けるバージョンと、反対側のコーナーパッドに叩き付けるバージョンの2種類有り。稀に通常式も見せており上記同様片膝を折り曲げながら繰り出す。
ブルドッギング・ヘッドロック
過去に使用していた技。上記のフェイスクラッシャーの「対角戦のロープに振る〜」の流れもこちらの方が早かった。馳とのタッグでは、馳が相手を肩車し健介がトップロープからこの技を仕掛けるという連携も見せていた。
リフトアップ・スラム
主にパワー・ウォリアーに成り始めた頃に2000年代前半まで使用していた。またパワーの時に武藤・ムタ対戦時は、相手がトップロープに上がった時にセカンドロープからこの技で担ぎ上げ場外に投げ捨てる荒技も見せていた。
雪崩式フランケンシュタイナー
大一番でしか出さない技。
タイガー・スープレックス
フリーになってから使うようになった技。あまり出すことは無い。クラッチは三沢光晴式。
ドラゴン・スープレックス
こちらもフリーになってから使うようになる。タイガー・スープレックスより使用頻度がやや高い。

### 関節技
サソリ固め
師匠・長州の直伝と云われる健介の得意技。長州と縁を切ってからは使用していない。
監獄固め
健介のもうひとりの師匠でもあるマサ斎藤からの流れを受け継ぐ技。相手の下半身に圧し掛かり両足を極めるものだが、健介の場合は両腕も抱え込んで締め上げるフルネルソン式や、さらに上からチョップを打ち下ろし追撃することもある。
ビクトル落とし腕ひしぎ十字固め（巻き込み式腕ひしぎ逆十字固め）
巴投げの体勢から落として腕ひしぎ十字固めに行くサンボの技。昔から好んで使っている。
レッグネルソンホールド
グランド状態で相手をフルネルソンで捕えそのまま回転し自身は相手の横位置に移動し捕えた腕を片方折り曲げて足を絡ませて極める関節技。
ジャベ・デ・ピラミデ
ウルティモ・ドラゴン闘龍門校長より伝授された技。その詳細はまだ謎である。

### フォール技
ストラングル・ホールド・クラッチ
同じくドラゴンに伝授された技。ストラングル・ホールドγの体勢から相手を丸め込む技。

### 連携技
鬼嫁殺し
愛弟子・中嶋との連携技。
1. 中嶋を振り回して遠心力で威力を増大させたキック。練習台になった妻の北斗が、「アタシを殺す気か!」と言ったことから技名が決定した。
2. 健介が相手をトルネードボムで持ち上げた体勢の時に中嶋がR-15を見舞いそのままたたき付ける技。
3. ジャーマン・スープレックスの体勢で相手をつかんだ中嶋ごと健介がジャーマン・スープレックスで投げ飛ばす豪快な技。新崎人生・アレクサンダー大塚組の合体技「眉山」と同型。

ダブルインパクト
パワー・ウォリアーが担ぎ上げた相手に、トップロープからホーク・ウォリアーがフライングラリアットを打ち込む。相手はラリアットと高い位置からの落下、2つの衝撃を味わう。ロード・ウォリアーズの代名詞といえる合体技であり、その血を引くヘルレイザーズ結成以降使用する。

## パワー・ウォリアー
パワー・ウォリアー（Power Warrior）は、佐々木健介が扮したペイントレスラー。ニックネームは「地獄葬戦士」。
1992年、アメリカ遠征中だった健介は、ロード・ウォリアーズのホーク・ウォリアーからの呼びかけでタッグチームを結成してパワー・ウォリアーと名乗った。同年11月9日、ミネアポリスでの小興行がデビュー戦で、日本には11月23日の新日本プロレスの両国国技館大会で初上陸（相手は長州力&馳浩組）。程なくスコット・ノートン&トニー・ホーム組を破りIWGPタッグ王座を奪取。1993年8月に奪取されるまで40連勝という、プロレス界の最高連勝記録を打ち立てた。このホークとのタッグはファン公募により、ヘルレイザーズと命名されて1990年代の新日を代表する名タッグチームとなった。
パワー・ウォリアー単独としては、1997年と2000年にグレート・ムタと対戦。ムタの十八番である毒霧を吹いたこともある。
フリーとなった後はレスラーとしての幅が広がり、ハワイ遠征時は将軍キャラ『KENSUKE』、闘龍門ジャパン / DRAGON GATE限定で、フロリダ・ブラザーズの一員の「博多生まれのアメリカ人」『ケンスキー佐々木』、みちのくプロレス限定の覆面レスラー『マスクド・ボルケーノ』など普段のファイトスタイルとは全く違った一面をリング上で発揮するようにもなっている。
2007年9月1日、エルドラドの近藤修司&"brother"YASSHIと対戦するために、封印していたパワー・ウォリアーを復活。ロード・ウォリアー・アニマルと共に「ヘル・ウォリアーズ」として戦った。また"brother"YASSHIもウォリアーのメイクで登場し、ウォリアー対決が実現した。

## 入場テーマ曲
- TAKE THE DREAM ∞ + THE WORLD

WJ退団後（2004年以降）から現在までの入場曲。「TAKE THE DREAM ∞」 の冒頭部分から「THE WORLD」に移行する。
- THE WORLD （演奏 : BLOOD STAIN CHILD）

2001年10月8日の東京ドーム大会から使用。
- TAKE THE DREAM ∞

2000年1月4日の東京ドーム大会から翌年4月9日の大阪ドーム大会まで使用。英語のボーカル入り。
- テイク・ザ・ドリーム 〜閃光〜 （演奏 : BLUE STEALER）

1990年代後半に使用。ボーカル入りのバージョンも存在し、主に試合に勝った際に流れていた。
- TOKYO TAKEAWAY（Osborne/Engstron）

1995年のWCWのWorld War 3のクリス・ベノワ戦から使用。
- TEMPLE OF THE DRAGON

1995年のWCW出場時に使用。
- Hellraiser （オジー・オズボーン）

ヘルレイザーズ結成時に使用。
- Paranoid （ブラック・サバス）

ヘルレイザーズ結成初期に使用。
- POWER （作曲&編曲 : 鈴木修）

1990年代前半に使用。かつて弟子の中嶋勝彦が使っていた。

## 主な出演

### 情報・バラエティ番組
- シルシルミシルさんデー（テレビ朝日）レポーターとして不定期出演
- とんねるずのみなさんのおかげでした（フジテレビ） - 男気ジャンケン
- あさチャン!（2015年11月 - 、TBS） - 「ニッポンを食べつくすご当地おかわり朝ゴハン」コーナー担当[21]。

### テレビドラマ
- 刑事部屋〜六本木おかしな捜査班〜 第8話 デカ失格誤認逮捕vsアリバイ（2005年9月7日、テレビ朝日） - 運送会社の経営者・前川 役
- 佐々木夫妻の仁義なき戦い 第10話 涙の法廷!! 夫婦の愛よ永遠に…（2008年3月23日、TBS・日曜劇場） - 保護者・佐々木 役
- こちら葛飾区亀有公園前派出所 第1話・第6話（2009年8月1日・9月12日、TBS） - 六西会の担ぎ手 役
- シングルマザーズ 第2話 あなたは間違ってない！（2012年10月30日、NHK・ドラマ10） - リサイクルショップの店長 役
- THE LAST COP/ラストコップ 第7話 イケメン対決!友情壊すスパイダーマン? レンタル救世主乱入（2016年11月19日、日本テレビ） - リングアナウンサー 役
- 大河ドラマ べらぼう〜蔦重栄華乃夢噺〜 第5回 「蔦（つた）に唐丸因果の蔓（つる）」（2025年2月2日、NHK） - 中津川鉱山の船頭 役[22]

### テレビアニメ
- 佐々木とピーちゃん（2024年1月5日 - 3月22日、AT-X） - 居酒屋の大将 役（声の出演）

### 映画
- 老後の資金がありません!（2021年10月30日公開、東映）監督:前田哲 - 松平金造 役 [23]

### オリジナルビデオ
- けんか屋 伝説の裏ケンカ師!無敗伝説（1994年1月21日、徳間ジャパンコミュニケーションズ）監督:福岡芳穂 [24]
- 血染めの代紋 喧嘩組（1998年、Softgarage）監督:原田昌樹 [25]
- YOKOHAMA BLACKシリーズ（2016年9月 - 2018年6月、オールインエンタテインメント）全6作 - 神奈川相模睦連合会 影の暗殺集団「特別高等粛清班」 猪山建児（元 力士）
  - YOKOHAMA BLACK（2016年9月2日）監督:石川二郎 [26] - 神奈川相模睦連合 黒剣一家組員
  - YOKOHAMA BLACK2（2016年11月4日）監督:石川二郎 [27] - 神奈川相模睦連合 黒剣一家組員
  - YOKOHAMA BLACK3（2017年12月25日）監督:藤原健一 [28] - 神奈川相模睦連合 黒剣一家組員
  - YOKOHAMA BLACK4（2017年12月25日）監督:藤原健一 [29] - 神奈川相模睦連合 黒剣一家組員
  - YOKOHAMA BLACK5（2018年4月25日）監督:藤原健一 [30] - 神奈川相模睦連合 黒剣一家若頭
  - YOKOHAMA BLACK6（2018年6月25日）監督:藤原健一 [31] - 神奈川相模睦連合 黒剣一家若頭

### CM
- 大日本除虫菊「金鳥・ティンクル」
- 資生堂「UNO」
- DMJえがお生活「ノニ濃縮ソフト」
- トヨタ自動車「残価設定型プラン」
- 吉野家「サラリーマン編」
- 尾長屋
- 保険見直し本舗
- マンチェス　大きいサイズ専門のファッションメーカー
- ひらぎの（島根県・鳥取県ローカル）

### その他
- 13ウォーリアーズ（2000年） - ブルヴァイ 役（ウラジミール・クリッチの吹き替え）
- 欽ちゃん奮闘公演 THE LAST ほめんな ほれんな とめんな（2014年） - 舞台
- 木山裕策 アルバム「F 守りたい君へ」（2016年） - ジャケット写真（長男の健之介とともに出演）[32]

## 書籍

### 著書
- 光を掴め！ 佐々木健介自叙伝（1999年9月10日、メディアワークス/角川書店）ISBN 9784840212960
- 健介ファミリーの元気のもと。（共著者:北斗晶 中嶋勝彦）（2005年4月1日、ベースボール・マガジン社）ISBN 9784583038445

### 関連書籍
- Dadism 俺たちの父親道（編者:ダッディズム編集部）（2013年11月28日、小学館集英社プロダクション）ISBN 9784796871921
- 佐々木健介引退記念号 永久保存版（責任編集:週刊プロレス）（2014年4月14日、ベースボール・マガジン社）ISBN 9784583621074